# Desintoxicació (medicina alternativa)
La desintoxicació ((sovint escurçada a l'anglicisme detox) o depuració (i de vegades anomenada neteja corporal) és un tipus de tractament de medicina alternativa que té com a objectiu alliberar el cos de "toxines" no especificades, substàncies que els defensors afirmen que s'acumulen al cos al llarg del temps i tenen efectes indesitjables a curt o llarg termini sobre la salut individual. Les activitats habitualment associades amb la desintoxicació inclouen dieta de desintoxicació, dejuni, consumir exclusivament o evitar de consumir aliments específics (com ara greixos, carbohidrats, fruites, verdures, sucs, herbes), neteja de còlon, teràpia de quelació, certs tipus de teràpia intravenosa i l'eliminació de les obturacions dentals que contenen amalgama.
Científics i organitzacions sanitàries han criticat el concepte de desintoxicació per la seva base científica poc sòlida i per la manca d'evidència de les afirmacions fetes. Les "toxines" solen romandre sense definir, amb poca o cap evidència d'acumulació de tòxics en el pacient. L'organització britànica Sense about Science ha descrit algunes dietes de desintoxicació i productes comercials com "una pèrdua de temps i diners", mentre que la British Dietetic Association va qualificar la idea de "ximpleria" i de "mite de màrqueting". Dara Mohammadi resumeix "desintoxicació" com "una estafa […] un concepte pseudomèdic dissenyat per vendre't coses", i Edzard Ernst, professor emèrit de medicina complementària, ho descriu com un terme per a tractaments mèdics convencionals per a la drogoaddicció que ha estat "segrestat per empresaris i xarlatans per vendre un tractament fals".